# 2 Tyrolski Pułk Strzelców Cesarskich

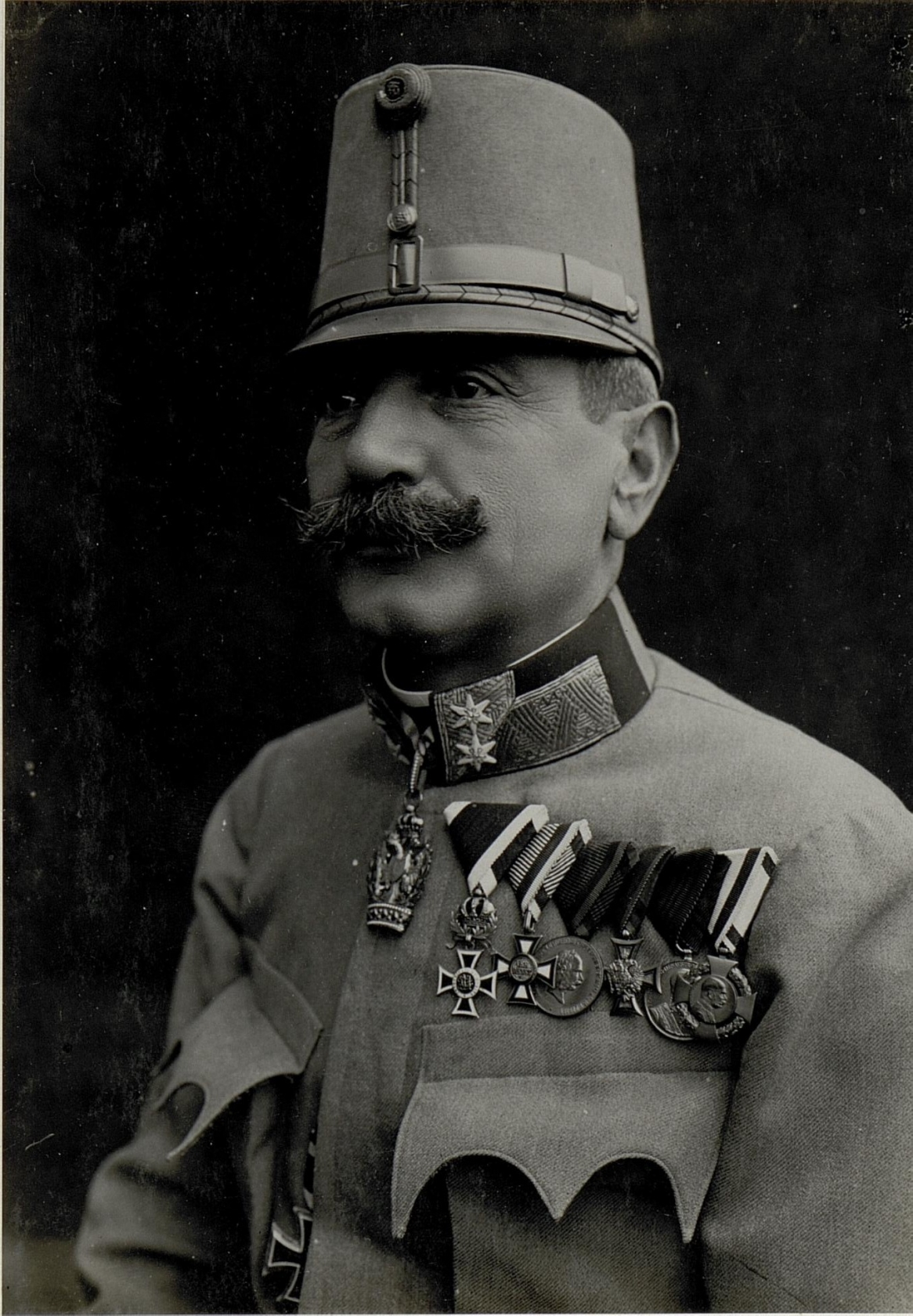
Generał piechoty Ernst Kletter von Gromnik

2 Tyrolski Pułk Strzelców Cesarskich – pułk piechoty cesarskiej i królewskiej Armii.

## Historia pułku
Pułk został utworzony 20 kwietnia 1895 roku z Feld-Batalionen Nr. 5 do Nr. 8 i Ersatz-Batalions-Cadre Nr. 2.
Szefem pułku był cesarz Austrii i król Węgier Franciszek Józef I.
Okręg uzupełnień – Bressanone (niem. Brixen)
Kolory pułkowe: trawiasty (niem. grasgrün), guziki złote. 
W latach 1903–1914 4. batalion stacjonował w Bressanone.
W latach 1903–1906 sztab pułku razem z 3. batalionem stacjonował w Trydencie (niem. Trient), 1. batalion w Rivie, 2. batalion w Rovereto, a 4. batalion i kadra batalionu zapasowego w Bressanone.
W 1906 sztab pułku został przeniesiony do Rovereto, a 3. batalion do Mezzolombardo.
W latach 1905–1908 pułk wchodził w skład 16 Brygady Piechoty w Trydencie należącej do 8 Dywizji Piechoty.
W 1908 sztab pułku razem z 1. i 2. batalionem został przeniesiony do Bolzano (niem. Bozen). Pułk został włączony do 15 Brygady Piechoty w Bolzano, która należała do 8 Dywizji Piechoty.
W latach 1908–1914 sztab pułku razem z 1. i 2. batalionem stacjonował w Bolzano, natomiast 3. batalion podlegał dyslokacjom: 1907-1911 Mezzolombardo, 1913 Untermais, 1912, 1914 - Meran.
W 1914 wszystkie bataliony walczyły na froncie wschodnim i wchodziły w skład 3 Armii XIV Korpus. Pułk walczył na ziemiach polskich m.in. przy forsowaniu Sanu pod Leżajskiem (14-18.10.1914),walkach pod Rozwadowem (24.10-2.11.1914).

## Żołnierze
Komendanci pułku
- płk August von Krawehl (1895–1900 → generał major, komendant 2 Brygady Piechoty)
- płk Franz Ignaz Anton Pidoll von Quintenbach (1900 – 1904 → generał major, komendant 7 Brygady Górskiej)
- płk Alfred Zerbs (1904–1908 → generał major, komendant 72 Brygady Piechoty)
- płk Ernst Kletter (1908–1911 → generał major, komendant 37 Brygady Piechoty)
- płk Alexander Brosch von Aarenau (1911–1914)
- ppłk / płk SG Viktor von Schleinitz (1915)

Oficerowie
- mjr Jan Bezard
- por. Włodzimierz Krynicki
- por. rez. Władysław Liro